# همیلتون بیچ
همیلتون بیچ (انگلیسی: Hamilton Beach) شرکت لوازم خانگی آمریکایی است، که در سال ۱۹۱۰ تأسیس شد.